# Austrolimnophila (Austrolimnophila) croceipennis
Austrolimnophila (Austrolimnophila) croceipennis is een tweevleugelige uit de familie steltmuggen (Limoniidae). De soort komt voor in het Australaziatisch gebied.